# South Pacific Hard Court Championships 1974 - Doppio
Il doppio del torneo di tennis South Pacific Hard Court Championships 1974, facente parte della categoria Grand Prix, ha avuto come vincitori Grover Raz Reid e Allan Stone che hanno battuto in finale Mike Estep e Paul Kronk con il punteggio di 7–6, 6–4.

## Tabellone

### Legenda
| - Q = Qualificato - WC = Wild card - LL = Lucky loser | - ALT = Alternate - SE = Special Exempt - PR = Protected Ranking | - w/o = Walkover - r = Ritirato - d = Squalificato |